# Torynorrhina rufoscutella
Torynorrhina rufoscutella är en skalbaggsart som beskrevs av Devecis 2009. Torynorrhina rufoscutella ingår i släktet Torynorrhina och familjen Cetoniidae. Inga underarter finns listade i Catalogue of Life.